# Força Terrestre d'Autodefensa del Japó
La Força Terrestre d'Autodefensa del Japó, en japonès 陸上 自衛隊, o JGSDF segons les seves sigles en anglès (Japan Ground Self-Defense Force), és la branca terrestre de les Forces d'Autodefensa del Japó. La JGSDF opera sota el comandament del Primer ministre. l'Estat major és a la ciutat d'Ichigaya (Tòquio).
 

## Història
Durant la Restauració Meiji, les forces militars lleials a l'Emperador del Japó van ser samurais que provenien principalment dels han de Satsuma i Chōshū. Després del destronament del Shogunat Tokugawa i l'establiment de l'Era Meiji, el govern fou modelat a l'estil europeu, i va sorgir un Exèrcit més formal, lleial al govern central i que no pertanyia a dominis individuals, ja que es reconeixia que calia preservar la independència del Japó davant de l'imperialisme occidental.
Per reformar les forces militars, el govern va imposar el reclutament forçós a tot el país l'any 1873, i ordenà que tot home major de 21 anys servís a les forces armades durant tres anys. Això va originar una sèrie de disturbis provocats per samurais descontents.
Un dels més importants va ser el que va liderar Saigō Takamori amb la Rebel·lió de Satsuma, que va acabar derivant en una guerra civil. Aquesta rebel·lió va posar a prova als reclutes del recentment format exèrcit imperial, que estaven entrenats amb armes i tàctiques occidentals. L'Estat major de l'Exèrcit imperial japonès, es va establir el 1878 directament sota comandament de l'Emperador, i se li va donar amplis poders per a la planificació i estratègia militar.
Després de la Segona Guerra Mundial, l'Exèrcit imperial japonès i la Marina Imperial Japonesa van ser abolits i reemplaçats per un exèrcit d'ocupació dirigit pel General Douglas MacArthur, comandant en cap de les forces armades dels Estats Units al Pacífic, que es van fer càrrec de la defensa japonesa.
El Gabinet de Seguretat Nacional es va crear el 1952. Com a conseqüència de la Guerra de Corea, la força de reserva de la policia, la Guàrdia Marítima i el cos antimines de l'Agència de Seguretat marítima es van reorganitzar constituint la Força de Seguretat Nacional, amb funcions de guarnició.
L'1 de juliol de 1954 el Gabinet de Seguretat Nacional es va constituir a l'Agència de Defensa, i la Força de Seguretat Nacional i la guarnició van ser reorganitzades posteriorment com la Força d'Autodefensa Terrestre, la Força d'Autodefensa Marítima i la Força Aèria d'Autodefensa del Japó.
L'Agència de Defensa va esdevenir el Ministeri de Defensa el 9 de gener del 2007.
La Força terrestre d'Autodefensa està concebuda per rebutjar un atac o repel·lir una invasió, és la major de les tres branques de les Forces d'Autodefensa del Japó, està sota les ordres del cap de l'Estat major, la seva caserna general és a Ichigaya (Tòquio).

## Organització tàctica
El GSDF està compost per les següents unitats tàctiques:
- 1 divisió cuirassada, la Nº7
- 8 divisions d'infanteria,
- 5 brigades d'infanteria, les Nº11,12,13,14,15
- 1 brigada de paracaigudistes,
- 1 brigada d'artilleria
- 1 brigada d'entrenament
- 2 brigades de defensa antiaèria,
- 4 brigades d'ingeniers,
- 1 brigada d'helicòpters amb:
  - 2 escamots d'helicòpters d'atac,
  - 24 esquadrons d'helicòpters de transport,

Una brigada de la JGSDF és una força d'armes combinades que aglutina unitats d'infanteria, cuirassades, d'artilleria, de suport i logístiques, és una entitat independent, regional i permanent, la seva funció és similar a una divisió, tenint la capacitat d'entrar en combat en un front, disposa d'entre 3.000 i 4.000 efectius. Les divisions poden ser de 9.000 o 7.000 efectius.

## Forces especials
Estan constituïdes per:
- CRF: Central Readiness Force: Nerima, Tòquio
- SOG: Grup d'Operacions Especials:
- 1a Brigada Aeromòbil
- 1a Brigada d'Helicòpters
- Regiment d'Infanteria de l'Exèrcit Occidental
- Rangers

## Organització regional

### Exèrcit del Nord
Amb quarter general a Sapporo, Hokkaidō.
- 2a Divisió
- 7a Divisió Cuirassada
- 5a Brigada
- 11a Brigada
- 1a Brigada d'Artilleria
- 1a Brigada d'Artilleria Antiaèria
- 3a Brigada d'Enginyers
- Arsenal de Hokkaido (Septentrional)

### Exèrcit Nord-oriental
Amb quarter general a Sendai, Miyagi.
- 6a Divisió
- 9a Divisió
- 2a Brigada d'Enginyers
- Brigada Mixta de l'Exèrcit Nord-oriental
- Arsenal de Tohoku (nord-oriental)

### Exèrcit Oriental
Amb quarter general a Nerima, Tòquio
- 1a Divisió
- 12a Brigada
- 1a Brigada d'Enginyers
- 1a Brigada d'Instrucció
- Arsenal de Kanto (Oriental)

### Exèrcit Central
Amb quarter general a Itami, Hyōgo
- 3a Divisió
- 10a Divisió
- 13a Brigada
- 14a Brigada
- 4a Brigada d'Enginyers
- 2a Brigada d'Instrucció
- Arsenal de Kansai (Central)

### Exèrcit Occidental
Amb quarter general a Kengun, Kumamoto
- 4a Divisió
- 8a Divisió
- 1a Brigada Mixta
- 2a Brigada d'Artilleria Antiaèria
- 5a Brigada d'Enginyers
- 3a Brigada d'Instrucció
- Arsenal de Kyushu (Occidental)

### Altres unitats i organitzacions
- Comandament de Control i Material
- Comandament de Desenvolupament i Investigació terrestre
- Brigada de Senyals
- Policia Militar
- Comandament d'Intel·ligència Militar
- Comandament de Seguretat i Intel·ligència
- Col·legi d'Oficials de Terra
- Escola d'aspirants a oficials de terra

## Entrenament
L'entrenament bàsic per a graduats a l'acadèmia secundària comença a la brigada d'instrucció i dura aproximadament tres mesos. Hi ha cursos per suboficials i reclutes especialitzats en diferents escoles, i els suboficials qualificats poden realitzar un programa per esdevenir tinents en un curs de vuit a dotze setmanes de durada. Els suboficials amb antiguitat i els graduats d'un curs pilot per a suboficials de 80 setmanes són candidats per ingressar a les escoles d'aspirants a oficials, així com els graduats de l'Acadèmia de Defensa Nacional de Yokosuka i els graduats superiors de totes les universitats. La GSDF imparteix també cursos tècnics avançats, de vol, de metges i de formació d'estat major. Igual que la Marina i la Força Aèria, la GSDF té un programa per a joves cadets que proporciona ensenyament tècnic a graduats de secundària menors d'edat, a canvi d'un compromís d'allistament.
Degut a la gran densitat de població del Japó, el nombre de llocs disponibles per a maniobres a gran escala és escàs, i fins i tot en aquestes àrees les limitacions de soroll són un problema. La GSDF ha intentat superar aquesta situació realitzant exercicis i maniobres sobre el mapa i mitjançant l'ús de simuladors i altres dispositius d'instrucció.

## Rangs

### Generals, caps i oficials
| OF-9 General de Cos d'Exèrcit | OF-8 General de Divisió | OF-7 General de Brigada | OF-5 Coronel | OF-4 Tinent Coronel | OF-3 Major | OF-2 Capità | OF-1 Tinent | OF-1 Alferes |
| ----------------------------- | ----------------------- | ----------------------- | ------------ | ------------------- | ---------- | ----------- | ----------- | ------------ |
|                               |                         |                         |              |                     |            |             |             |              |
|                               |                         |                         |              |                     |            |             |             |              |
|                               |                         |                         |              |                     |            |             |             |              |

### Sots-oficials i tropa
| OR-9 Ajudant Major | OR-8 Ajudant | OR-7 Sergent Major | OR-6 Sergent 1a | OR-5 Sergent 2a | OR-3 Caporal | OR-2 Soldat 1a | OR-1 Soldat 2a | OR-D Autodefensa cadet oficial |
| ------------------ | ------------ | ------------------ | --------------- | --------------- | ------------ | -------------- | -------------- | ------------------------------ |
|                    |              |                    |                 |                 |              |                |                |                                |
|                    |              |                    |                 |                 |              |                |                |                                |
|                    |              |                    |                 |                 |              |                |                | sense insígnies                |

## Tancs
→ Llegiu l'article principal sobre Carro de combat.

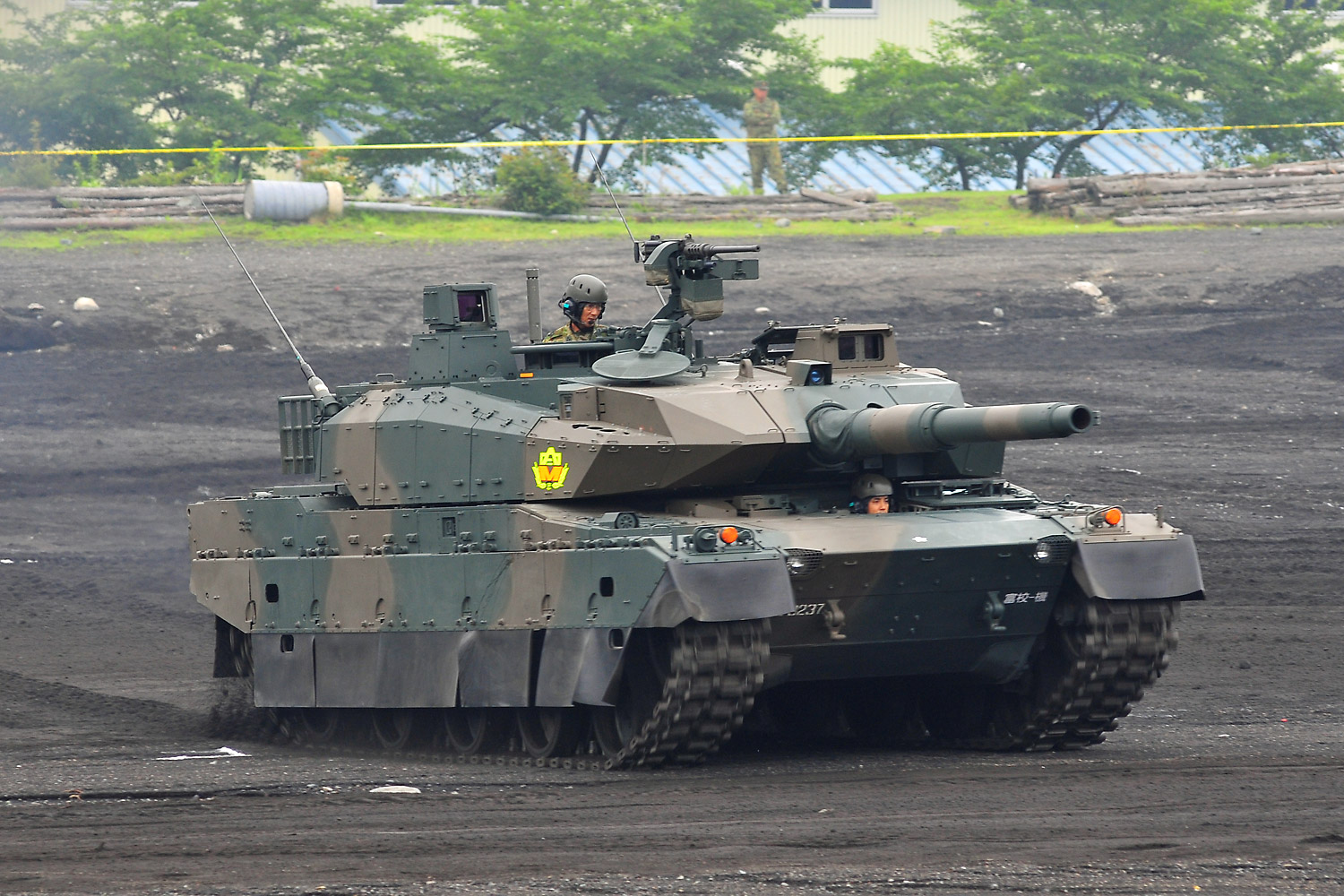
Carro de combat Tipus 10

Un carro de combat, o tanc, és un vehicle blindat d'atac amb tracció d'erugues o rodes, dissenyat principalment per enfrontar-se a forces enemigues utilitzant foc directe. Es caracteritza per tenir armes i blindatge pesant, així com per un alt grau de mobilitat que li permet creuar terrenys difícils a velocitats relativament altes.
Encara que els carros de combat són cars i requereixen logística, són una de les armes més temibles i versàtils del camp de batalla modern, tant per la seva capacitat d'atacar objectius terrestres com pel seu valor en causar pànic a la infanteria enemiga.
Els carros de combat són màquines d'atac amb gran potència, rarament operen en solitari, estan organitzats en unitats blindades amb forces combinades. Sense tal suport, els carros de combat, malgrat el seu blindatge i mobilitat, serien vulnerables a la infanteria, les mines i l'artilleria.
- Carro de combat Tipus 90
- Carro de combat Tipus 74
- Carro de combat Tipus 10

## Vehicles de combat d'infanteria
→ Llegiu l'article principal sobre Vehicle de combat d'infanteria.

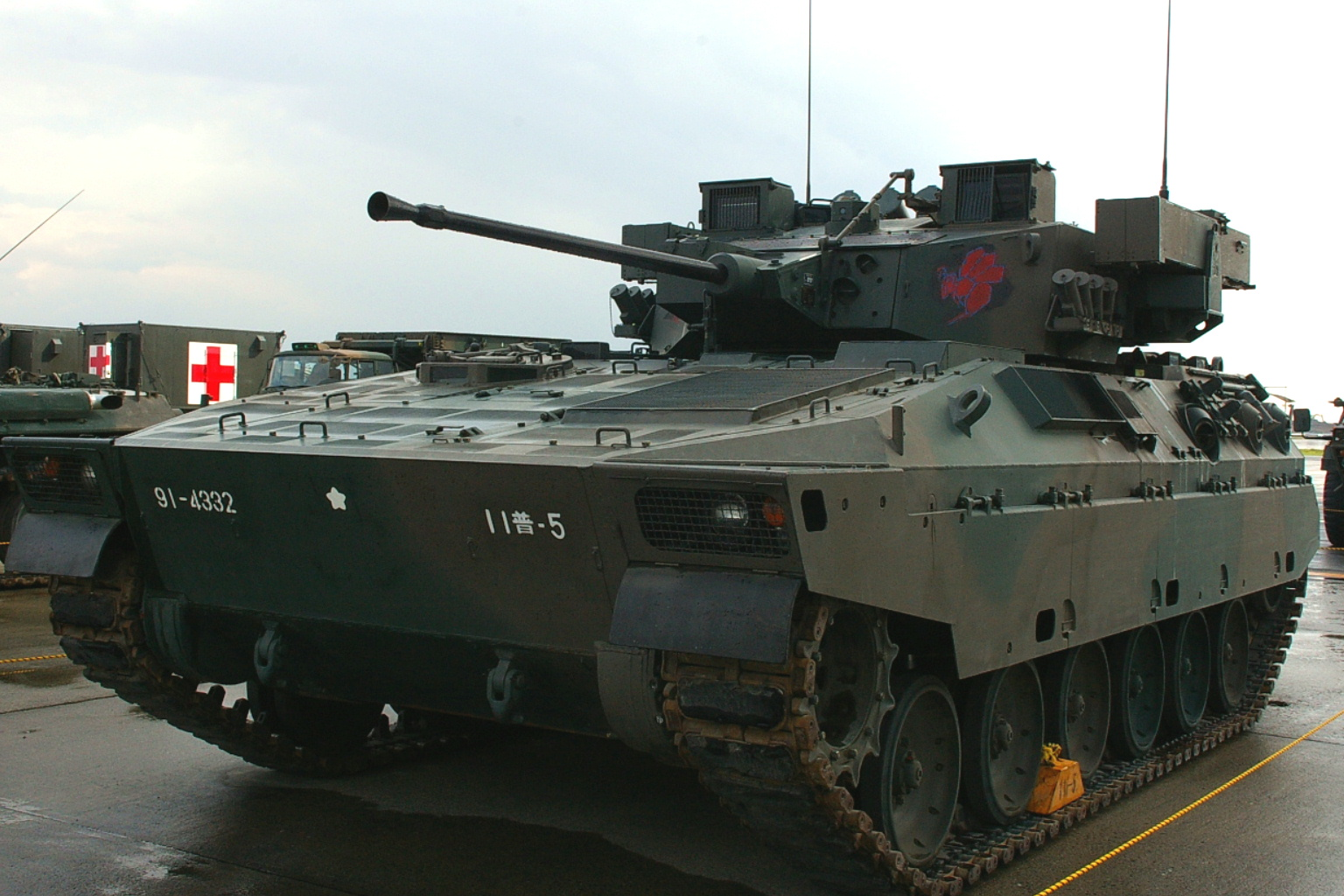
Vehicle de combat d'infanteria Tipus 89

Un vehicle de combat d'infanteria, també conegut per les sigles VCI o IFV (de l'anglès Infantry Fighting Vehicle), és un tipus de vehicle blindat de combat dissenyat per traslladar la infanteria al camp de batalla i proporcionar-los suport. Tot i ser semblants, es diferencien dels transports blindats de personal pel calibre de l'arma principal, que en el cas dels IFV és superior a 20 mm.
Els vehicles de combat d'infanteria són similars als transports blindats de personal (APC), dissenyats per traslladar entre cinc i deu soldats amb el seu equip. Es diferencien dels APC pel seu millor armament, permetent donar suport directe durant un assalt, ranures de tret que els soldats poden usar per disparar les seves armes des de l'interior del vehicle i generalment millor blindatge.
Els IFV estan armats generalment amb un canó automàtic de calibre 20 a 30 mm, i de vegades amb míssils anticarro (ATGM). Encara que la majoria dels vehicles de combat d'infanteria utilitzen una tracció a erugues, existeixen alguns dissenys amb tracció de rodes. Els vehicles d'infanteria estan menys blindats i armats que els tancs, però de vegades transporten míssils pesants, com els BGM-71 TOW o els Spigot que suposen una amenaça pels carros de combat principal.
- Vehicle de combat d'infanteria Mitsubishi Tipus 89.

## Artilleria autopropulsada

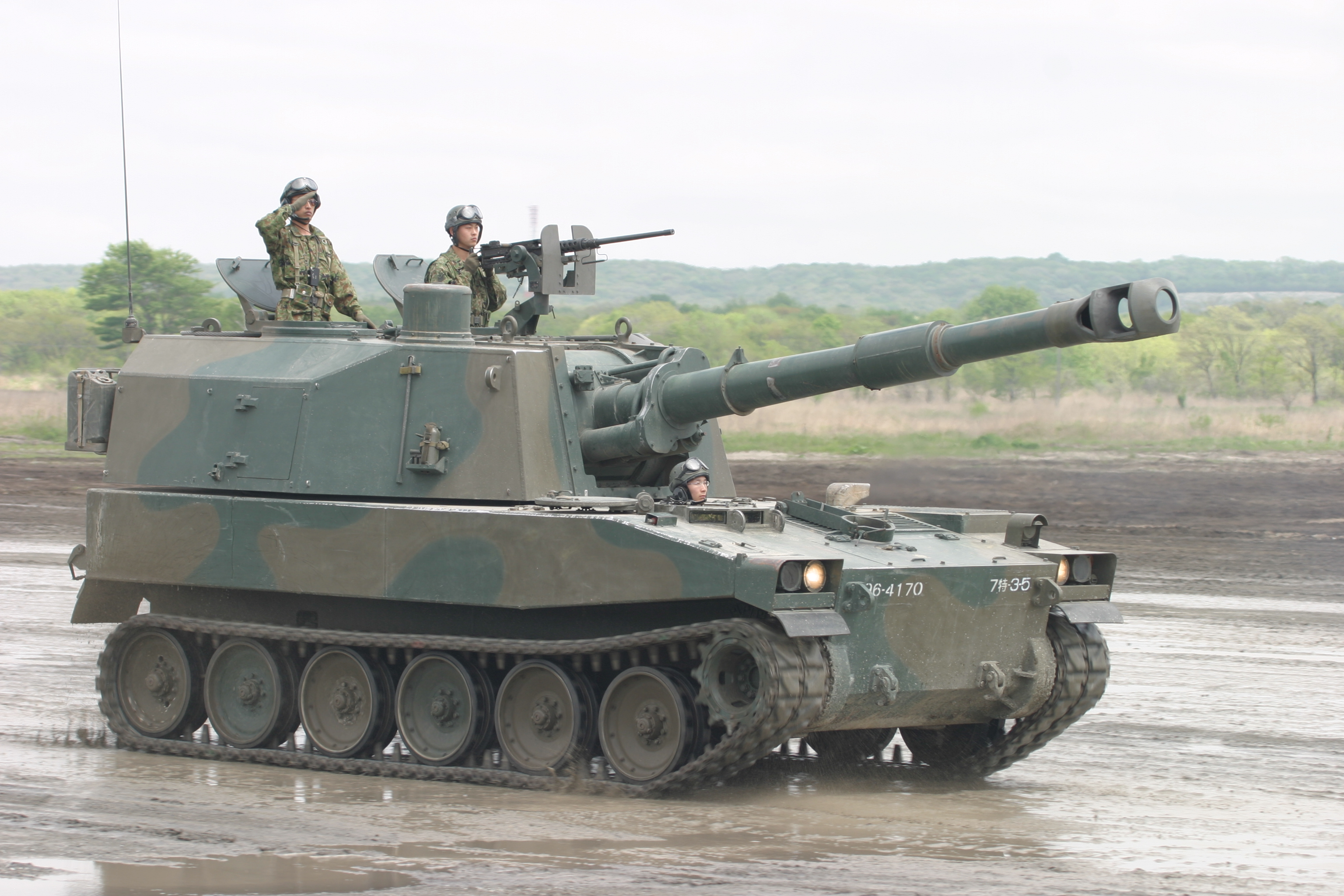
Artilleria autopropulsada Tipus 75.

L'artilleria autopropulsada (també anomenada artilleria mòbil) és una classe d'artilleria que no depèn d'un altre vehicle per ser transportada. L'artilleria autopropulsada té integrat el seu propi sistema de transport en un xassís blindat de tracció a erugues o rodes, això li dona l'avantatge d'estar prop d'altres unitats blindades i alhora proporciona protecció als tancs contra unitats d'artilleria enemigues. L'artilleria autopropulsada sol usar-se per bombardeig indirecte i pot estar armada amb morters, artilleria pesant o fins i tot artilleria amb coets.
- Obús autopropulsat Tipus M110 de 105mm
- Obús autopropulsat Tipus 74 de 105mm
- Obús autopropulsat Tipus 75 de 155mm
- Obús autopropulsat Tipus 99 de 155mm
- Obús FH-70 Field Howitzer 155mm
- Vehicle llança-cohets M270-MLRS

## Vehicles blindats
→ Llegiu l'article principal sobre Vehicle blindat.

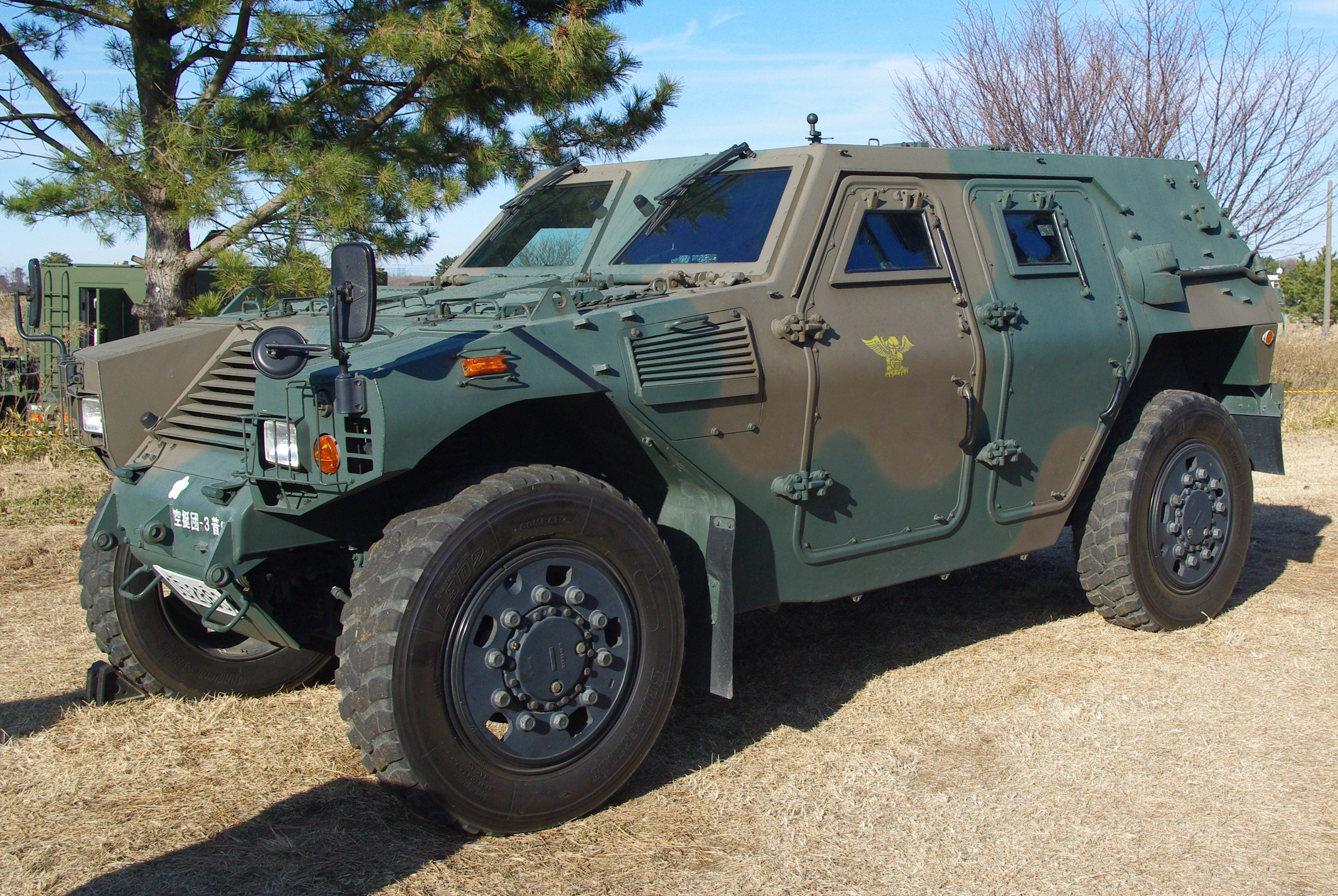
Vehicle blindat lleuger.

Un vehicle de combat blindat, conegut per les seves sigles en anglès AFV (Armoured Fighting vehicle),
És un vehicle militar, equipat amb algun tipus de protecció contra atacs hostils amb armes.
Els vehicles de combat blindats estan dissenyats per poder-se moure en diferents terrenys.
- Vehicle de comandament i comunicació Tipus 82
- Vehicle d'alerta i reconeixement Tipus 87
- Vehicle blindat lleuger Komatsu

## Transports d'infanteria blindats
→ Llegiu l'article principal sobre Transport d'infanteria blindat.

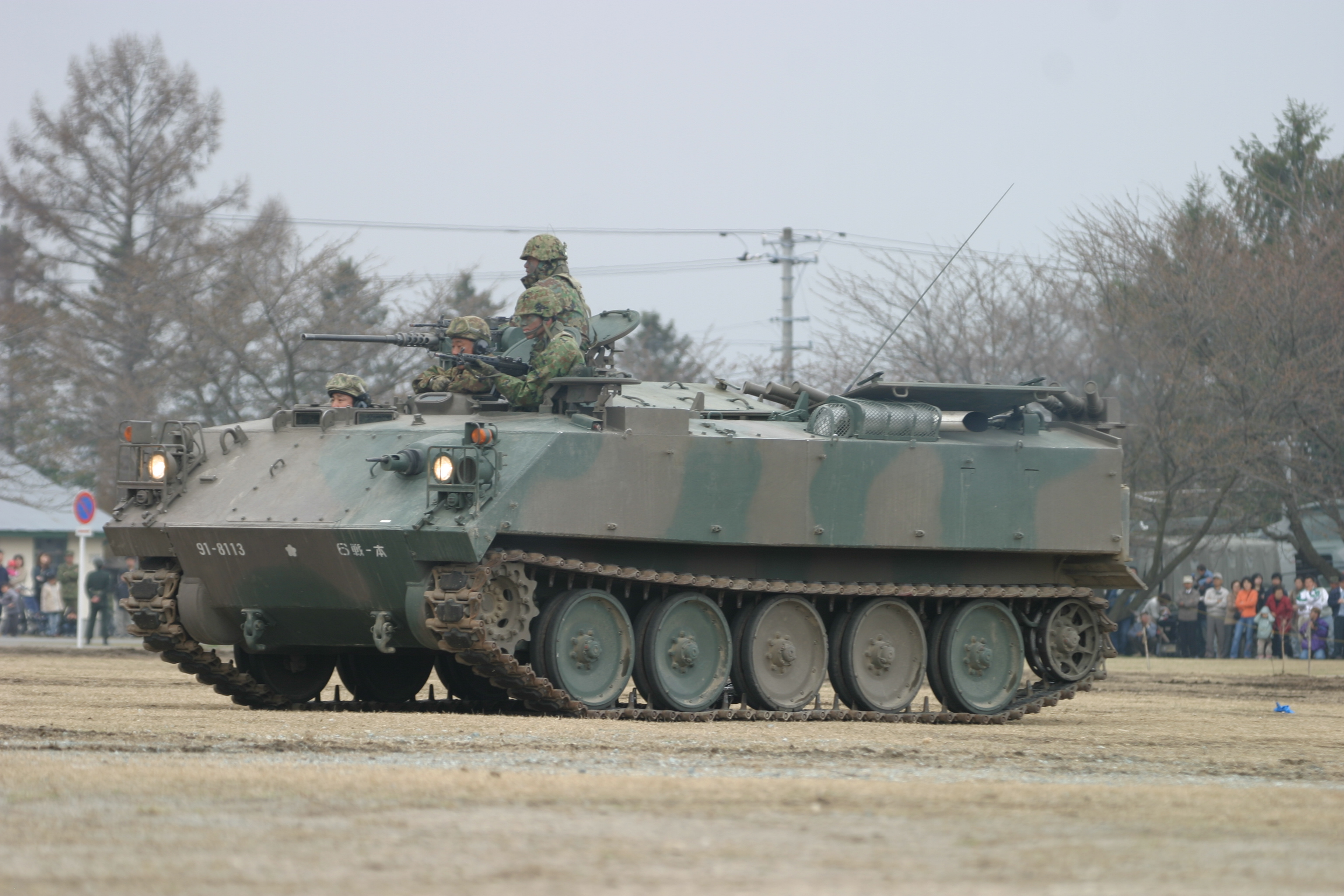
Transport d'infanteria Tipus 73.

Un transport blindat de personal, també conegut per les sigles APC (de l'anglès Armoured Personnel Carrier), és un vehicle blindat de combat lleuger dissenyat principalment per traslladar la infanteria a les zones de combat de manera segura.
D'aspecte similar al d'un tanc, generalment disposen d'una protecció molt inferior i duen un armament més lleuger. El blindatge és molt bàsic i sol estar fet d'alumini o acer. L'armament, sovint una simple metralladora, és molt menys potent que el d'un tanc tot i que n'hi poden haver variants que portin armes sense retrocés, míssils guiats antitancs o morters.
Els transports blindats de personal van equipats amb motor de combustió i es poden desplaçar amb un sistema de tracció a erugues o amb rodes, segons el model. Els APC no estan dissenyats per prendre part en un combat directe, sinó per portar les tropes al camp de batalla.
- Tipus 60
- Tipus 73
- Tipus 96

## Vehicles tot terreny

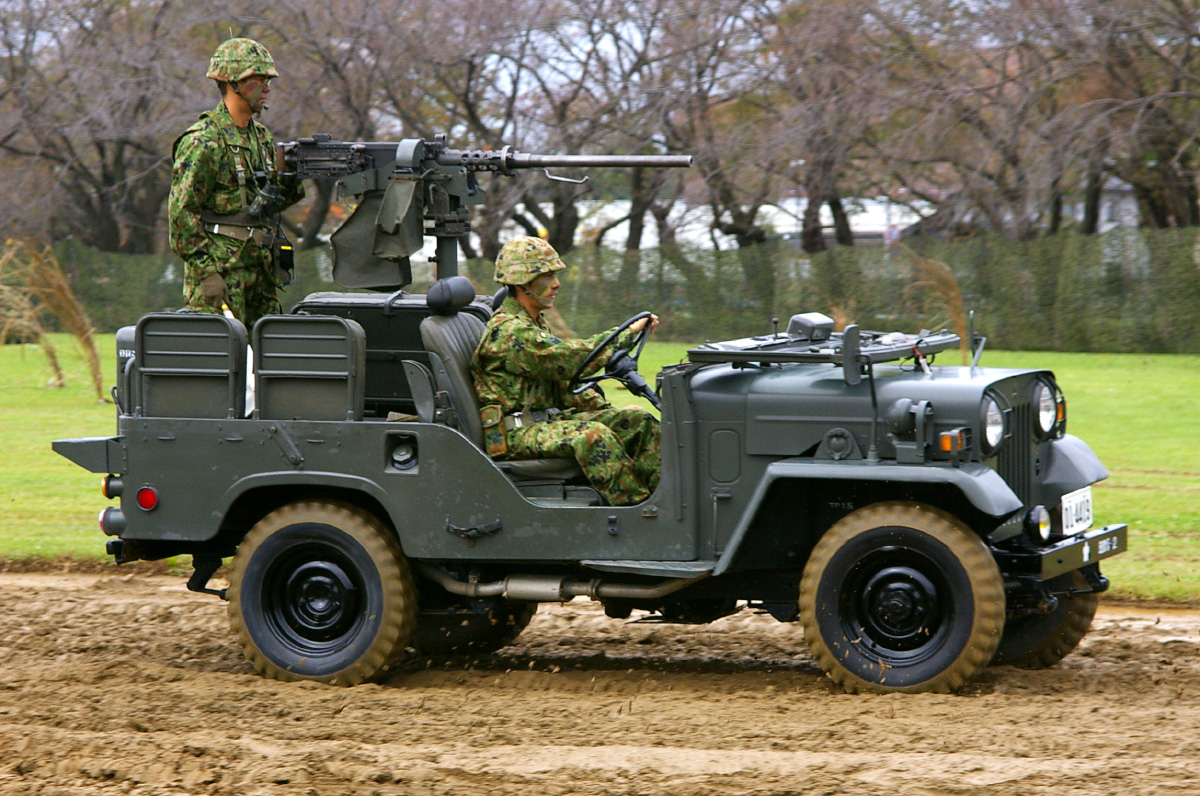

Un automòbil tot terreny o vehicle tot terreny, conegut simplement com tot terreny o jeep (per vulgarització), és un tipus d'automòbil dissenyat per a ser conduït per tota mena de terreny. Aquests automòbils van sorgir com a necessitat en les guerres de principis del segle xx, i van ser adaptats per a ús civil i aprofitats per realitzar travessies, vigilar zones protegides i moure's en terrenys aspres o relliscosos.
- Jeep Hitachi Tipus 73
- Jeep Mitsubishi Tipus 73

## Defensa antiaèria
→ Llegiu l'article principal sobre Defensa antiaèria.

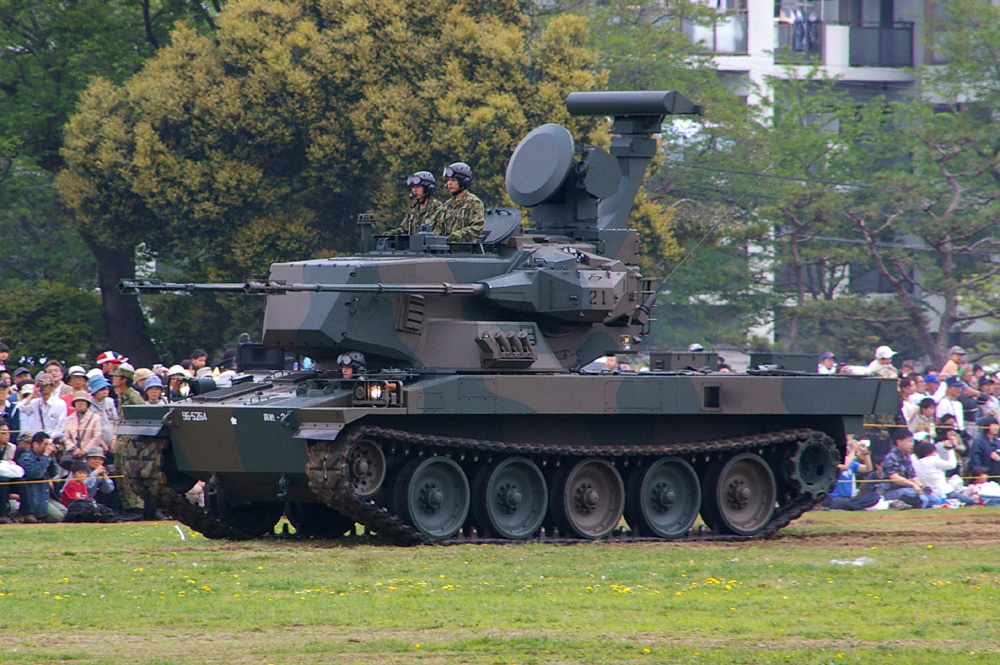

La defensa antiaèria està formada pel conjunt d'armes i sistemes de suport destinada a la defensa contra aeronaus. L'OTAN la defineix com totes les mesures dissenyades per a anul·lar o reduir l'efectivitat de les accions aèries hostils. Al llarg de la història s'ha utilitzat diverses armes per aquesta finalitat. Inicialment canons i metralladores per combatre les primeres aeronaus militars durant Primera Guerra Mundial, creixent en potència de foc i precisió al llarg dels anys. Després de la Segona Guerra Mundial començà l'era dels míssils guiats, específicament els míssils superfície-aire, així com el desenvolupament de sistemes de seguiment avançats per radar i altres mitjans.
- Canó antiaeri autopropulsat Tipus 87
- Canó antiaeri doble Oerlikon L-90 de 35mm
- Canó antiaeri Bofors de 40mm

## Míssils terra-aire
→ Llegiu l'article principal sobre Mísssil terra-aire.

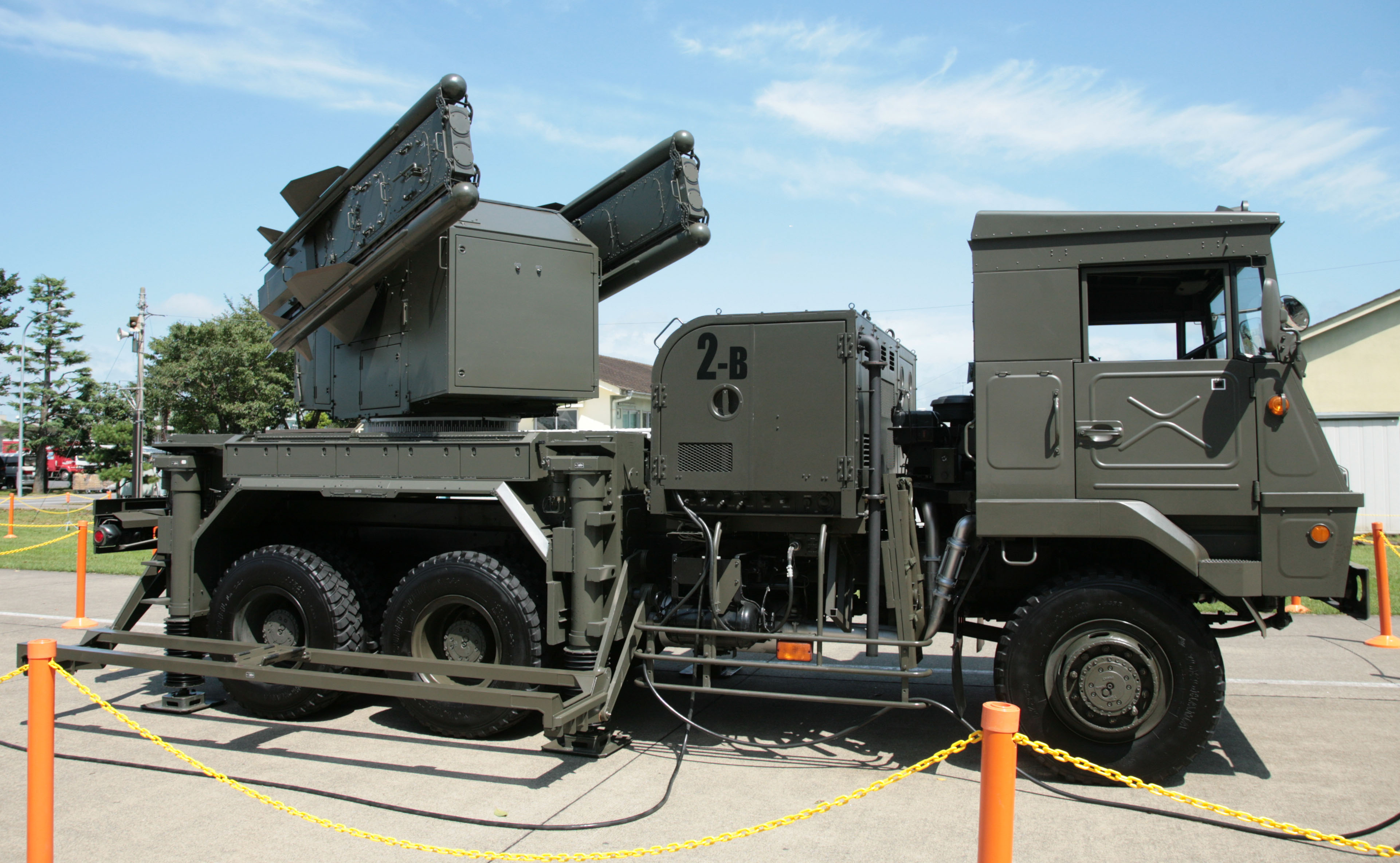

Un míssil terra-aire és un tipus de míssil dissenyat per ser llançat des de la superfície terrestre, per una persona, o per un vehicle llança-míssils, i pot abatre aeronaus.
- Patriot PAC-3
- Improved-HAWK
- FIM-92A Stinger
- Tipus 81
- Tipus 91
- Tipus 93 terra-aire
- Tipus 03 terra-aire

## Míssils antitancs
→ Llegiu l'article principal sobre Míssil antitancs.

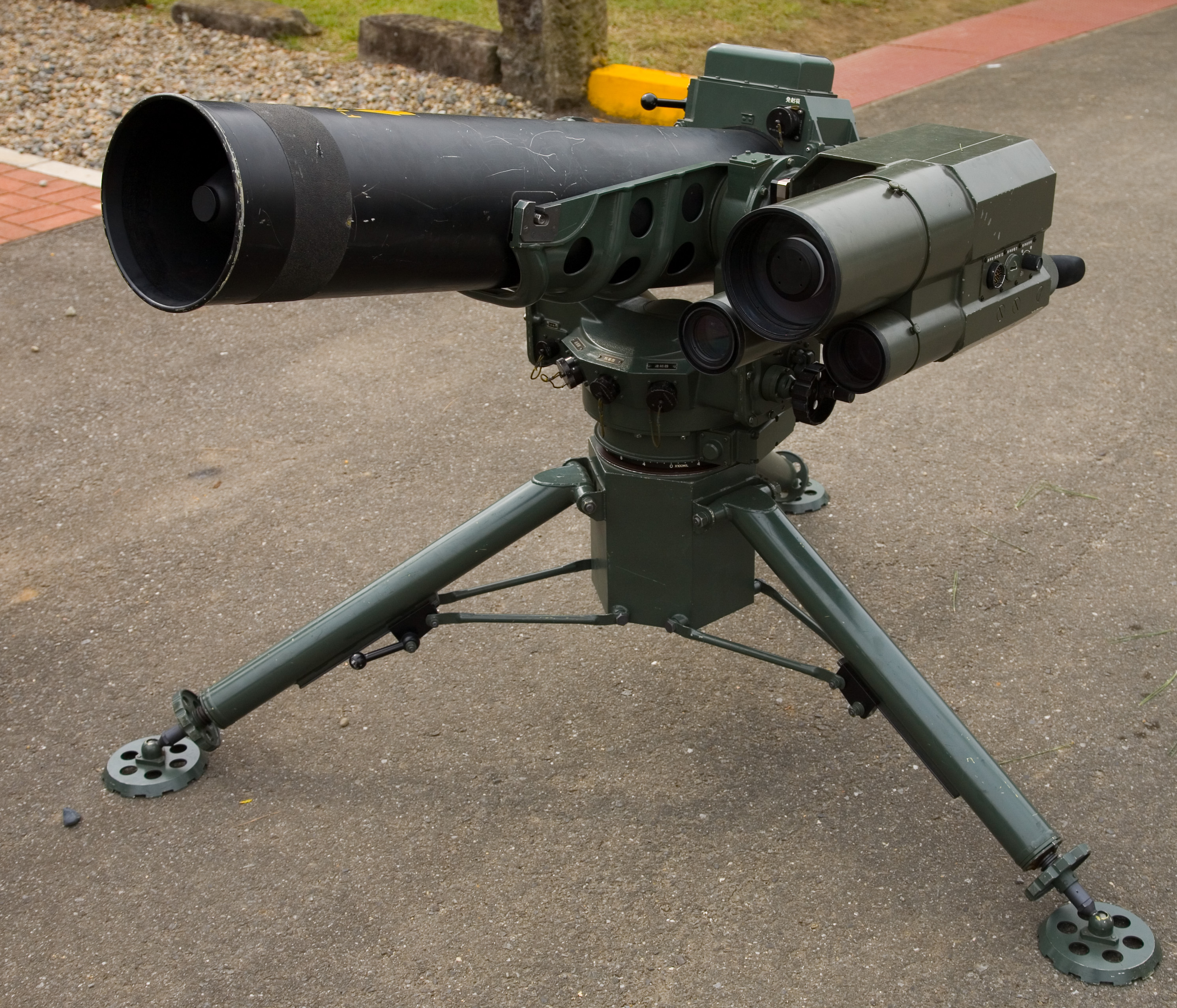

Un míssil antitancs, en anglès (Anti-Tank Guided Missile), és un míssil dissenyat per destruir tancs i vehicles de combat blindats.
- Míssil lleuger antitancs Tipus 01 LMAT
- Míssil antitancs Tipus 64
- Míssil antitancs Tipus 79
- Míssil antitancs Tipus 87
- Míssil antitancs Tipus 88
- Sistema de míssils polivalent Tipus 96

## Morters
→ Llegiu l'article principal sobre Morter.

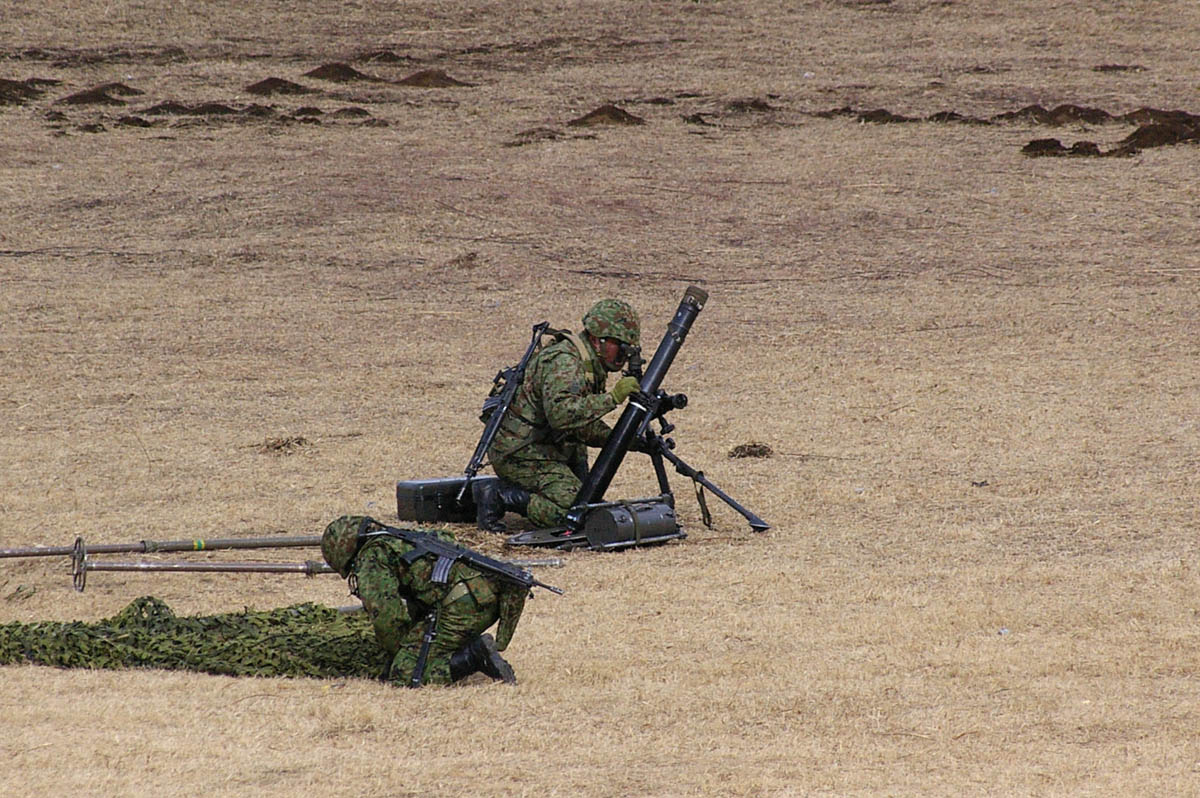

El morter és una arma d'artilleria d'ànima llisa capaç de disparar projectils explosius (granades) a un angle superior als quaranta-cinc graus i a velocitats relativament baixes. Aquestes qualitats són oposades a la dels canons habituals d'artilleria, que disparen projectils a gran velocitat i generalment amb angles de tir petits. Aquestes capacitats els fa útils en missions de suport a les tropes d'infanteria.
- M2 de 107 mm
- Morter Tipus 64 de 81mm
- Morter L16 de 81mm
- Morter Raye Tracte Modèle F1 de 120mm
- Morter autopropulsat Tipus 96 de 120mm

## Armes de foc

### Fusells d'assalt

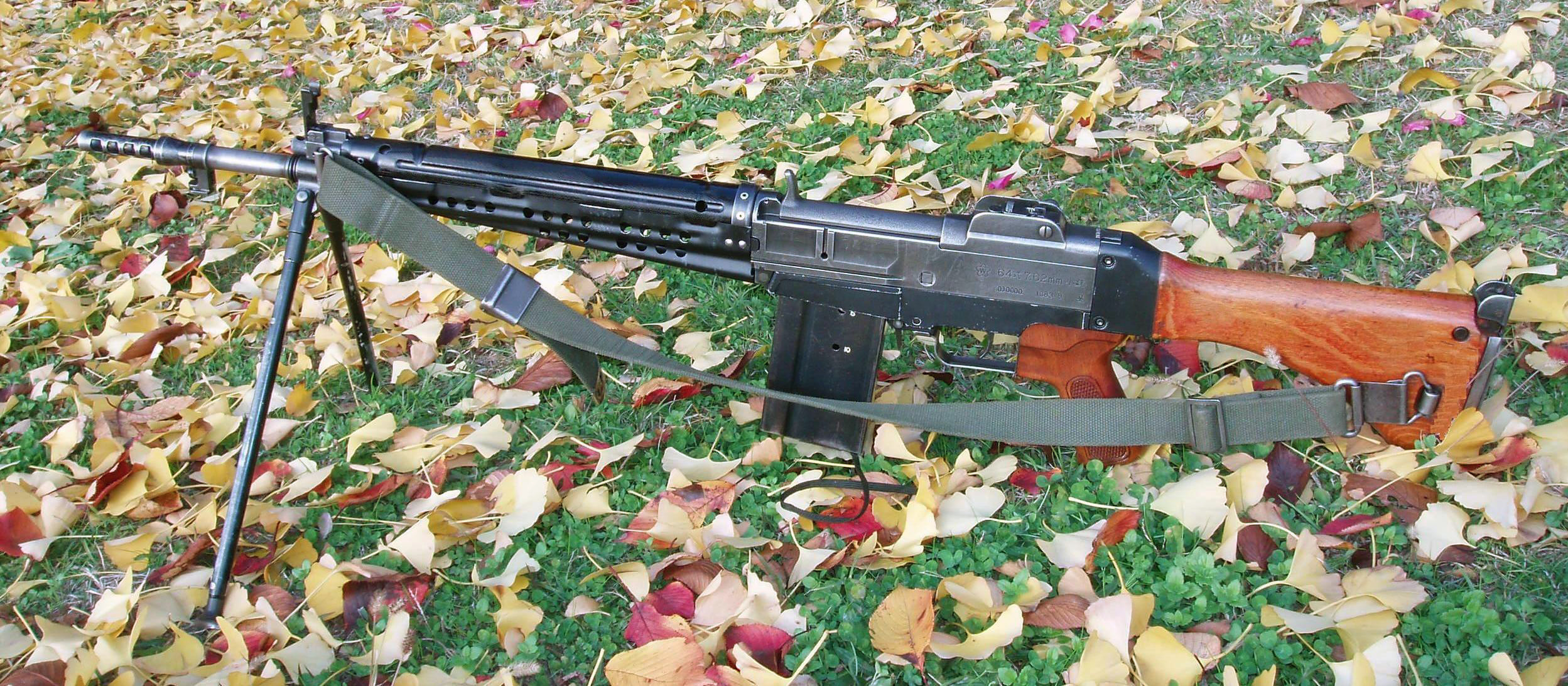

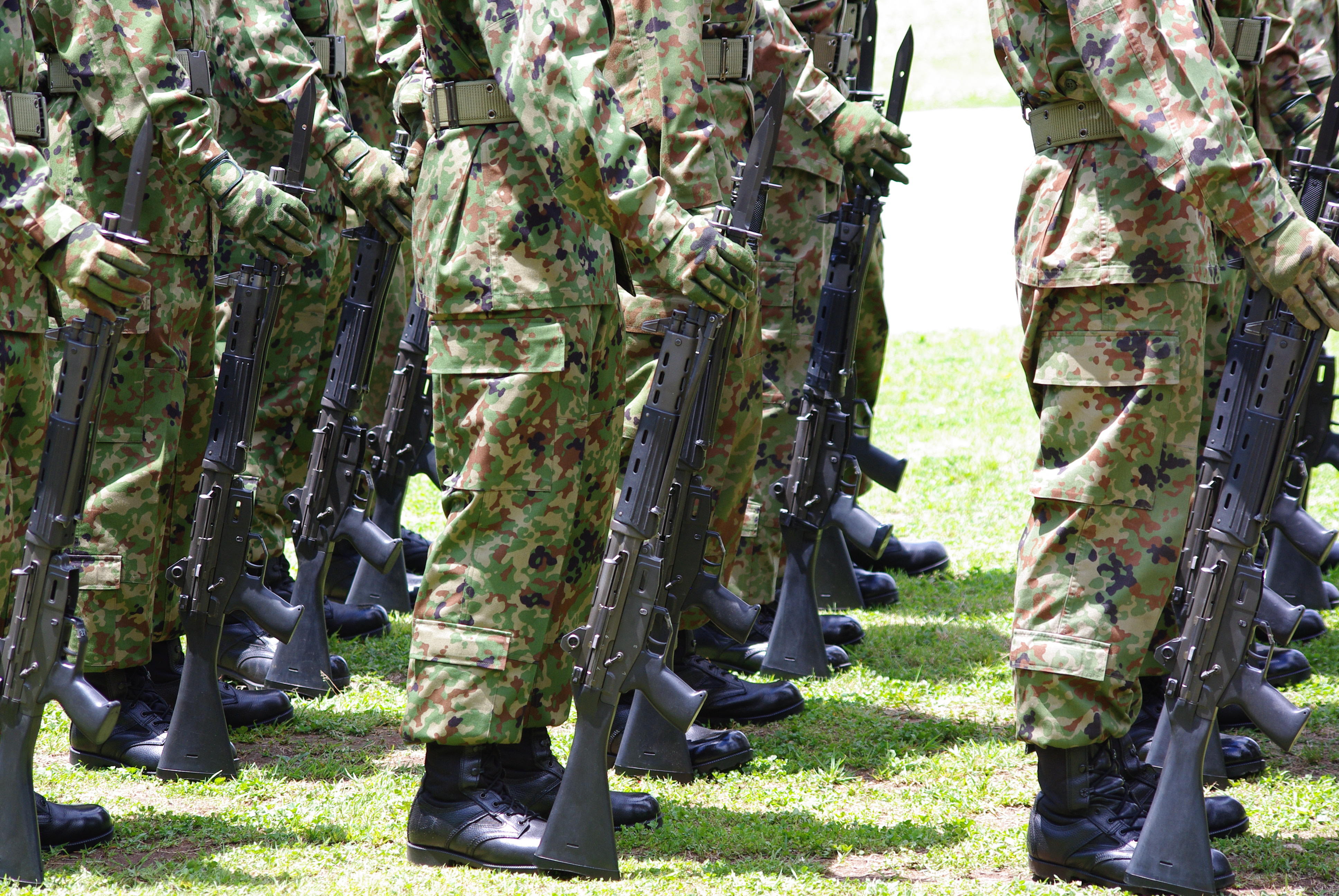

- Howa Tipus 89
- Howa Tipus 64
- Fusell d'assalt M4

### Subfusells
- Subfusil M3

- Minebea PM-9
- Heckler & Koch MP7

### Metralladores
- Metralladora Sumitomo NTK-62
- Metralladora FN Minimi

### Fusells de franctirador
- Fusell de franctirador M24
- Heckler & Koch PSG1

### Pistoles automatiques
- SIG P220
- M1911A1

### Llança-granades
- Llança-granades Howa tipus 96 de 40mm

## Aeronaus
→ Llegiu l'article principal sobre Aeronaus.

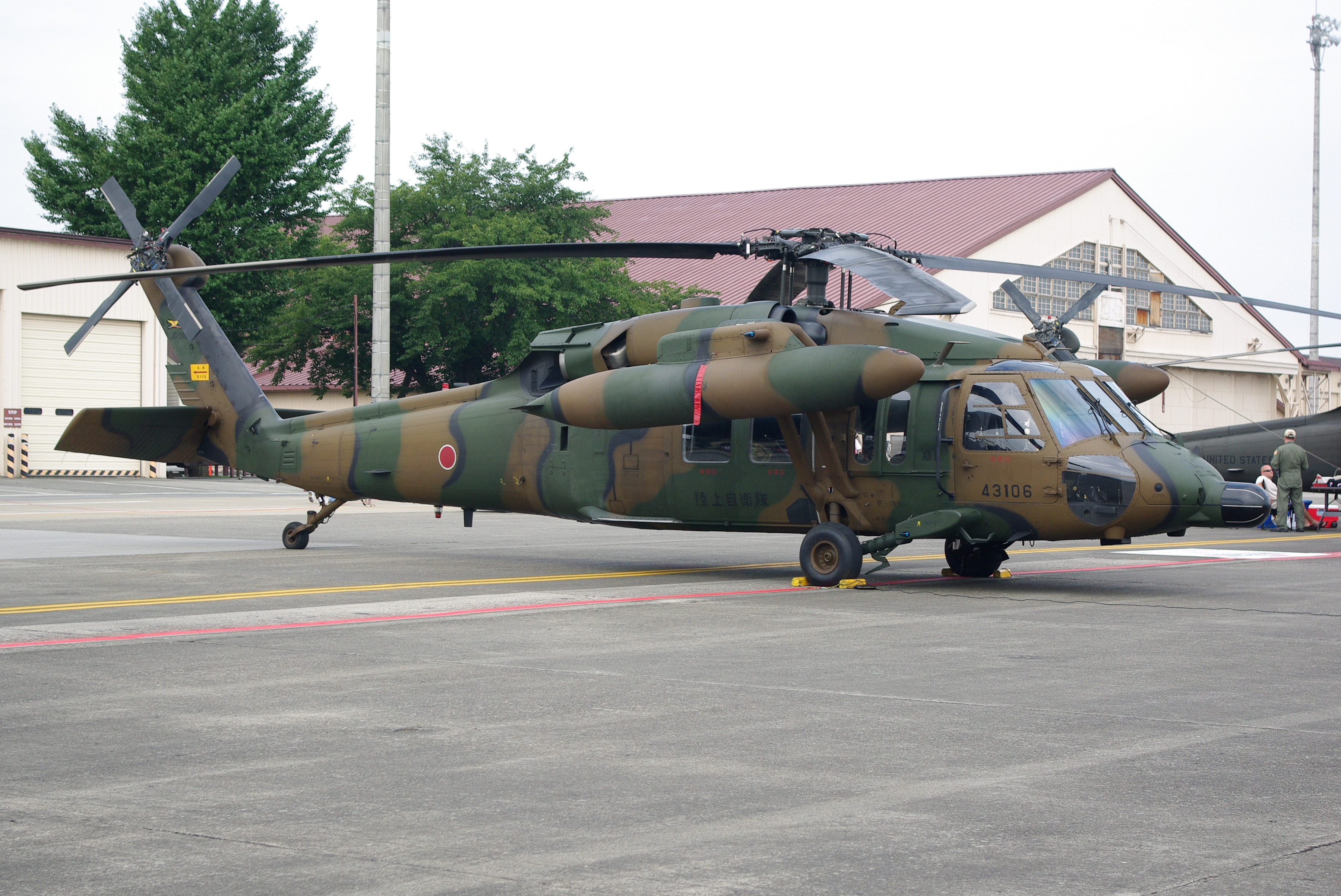

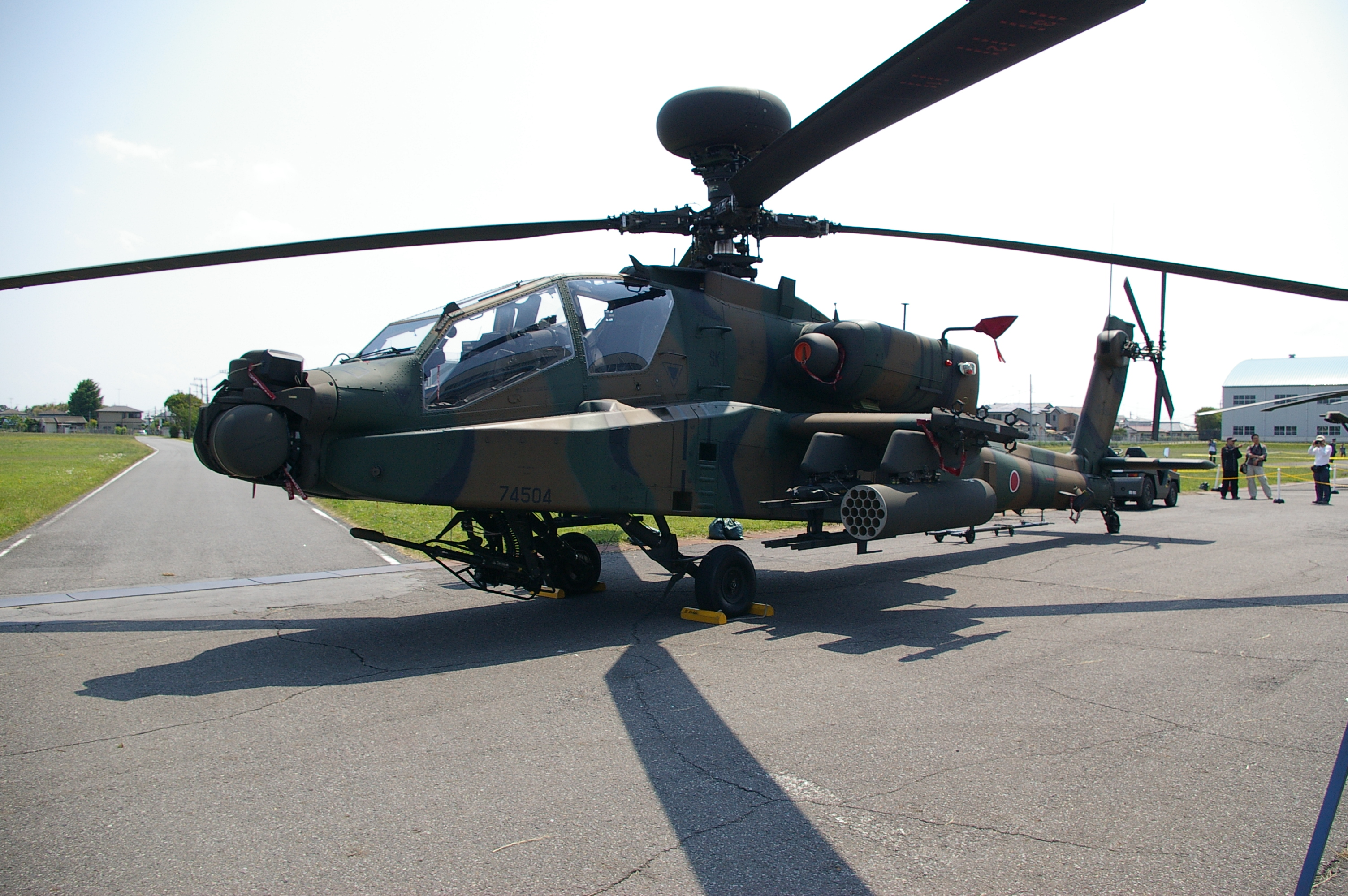

Una aeronau és un vehicle dissenyat per desplaçar-se per l'aire per a transportar mercaderies i/o persones. Són exemples d'aeronau els globus, avions o helicòpters. S'han de distingir les aeronaus dels objectes que no s'ajuden de l'atmosfera per a volar, és a dir, totes les aeronaus depenen de l'existència d'alguna mena d'atmosfera per a generar una sustentació prou gran com per suportar el seu propi pes. És per això que la majoria de coets o míssils no es consideren aeronaus. L'activitat humana que envolta l'avió s'anomena aviació. Les aeronaus tripulades són controlades per un pilot. Els vehicles no tripulats s'anomenen drons. La força terrestre d'autodefensa disposa d'helicòpters d'atac i transport.
- Beechcraft Super King Air Transport LR-2.
- Helicòpter Bell 205.
- Helicòpter d'atac Bell AH-1 Cobra.
- Helicòpter d'atac Boeing AH-64 Apache.
- Helicòpter de transport Kawasaki-Vertol KV-107.
- Helicòpter de transport Boeing CH-47 Chinook.
- Helicòpter de transport UH-60 Black Hawk.
- Helicòpter de reconeixement. Kawasaki OH-1 Ninja.
- Helicòpter de reconeixement MD 500.
- Helicòpter Mitsubishi MU-2 LR-1.
- Eurocopter Super Puma.